# Ontlakken
Ontlakken is het verwijderen van coatings (onder andere poedercoating, kataforese lak (KTL) en teflon coating) van diverse materialen. Denk hier aan ophanggereedschap van lakkerij-installaties, verkeerd gelakte onderdelen en herstel van beschadigde/verouderde coatings.
Het ontlakken van metalen als koolstofstaal, RVS en aluminium kan op twee manieren, namelijk thermisch en chemisch.

## Thermisch ontlakken
Een geschikt proces voor het ontlakken van metalen welke bestand zijn tegen hogere temperaturen, is ontlakking middels pyrolyse. Na behandeling in pyrolyse ovens kunnen de behandelde materialen nabehandeld worden door deze met verwarmd water onder hoge druk af te spuiten. Echter zijn de materialen dan nog niet gereed om opnieuw gelakt te worden. Hiervoor kan men de materialen dan nog stralen (bijvoorbeeld gritstralen, parelstralen of stralen met notenschillen) of beitsen. Indien gebeitst, wordt het koolstofstaal ook nog gedompeld in een olie-emulsie om het product tijdelijk te conserveren tegen roesten.
Ook is pyrolyse een geschikt proces voor het kraken van tefloncoatings (bijvoorbeeld bakplaten) of het kraken van een zinklaag. Dit laatste wordt vooral toegepast bij hekwerken welke ontzinkt en opnieuw verzinkt worden.

## Chemisch ontlakken
Dit proces wordt veelal toegepast bij metalen als aluminium, verzinkt staal en RVS omdat dit op lagere temperaturen (vanaf 80°C) gebeurt waardoor deze metalen niet aangetast worden. Bij dit proces wordt het product in een bad met chemicaliën gedompeld waarna het hier 1 tot 48 uur in blijft zitten, afhankelijk van de gebruikte chemie en de samenstelling van de coating.
Anders dan het pyrolyse proces wat voor meerder toepassingen bruikbaar is, hebben deze chemicaliën elk hun eigen reinigings- en ontlakeigenschappen. Ook hier moet koolstofstaal naderhand nog geconserveerd worden met een olie-emulsie tegen het roesten.